# 羅伯特·查爾斯·威爾森
羅伯特·查爾斯·威爾森（英語： Robert Charles Wilson，1953年12月15日—）是一位科幻小說作家。

## 生平

### 早年
羅伯特出生於美國加利福尼亞州惠提爾，九歲時全家搬到加拿大安大略省多倫多，1970年代回惠提爾短期逗留，不過跟著大部分的時間都住在加拿大。

### 私人生活
2007年成為加拿大公民，現與家人住在約克區。

## 著作书目

### 小说作品
- 《隠匿之地》（A Hidden Place）(1986)
  - 入围1986年菲莉普·迪克最佳小说
- 《记忆导索》（Memory Wire）(1987)
- 《吉普赛人》（Gypsies）(1988)
- 《分水岭》（The Divide）(1990)
- A Bridge of Years (1991)
  - 入围1991年菲莉普·迪克最佳小说
- The Harvest (1992)
- Mysterium (1994)
  - 荣获1991年菲莉普·迪克最佳小说獎
- 《達爾文新大陸》（Darwinia）(1998)
  - 首度入圍雨果獎 - 1999年雨果奖最佳小说
- Bios (1999)
- 《穿越時空的巨石碑》（The Chronoliths）
- 《盲湖》（Blind Lake）(2003)
  - 入围2004年雨果奖最佳小说
- 《時間迴旋》系列（The Spin Series）
  - 《時間迴旋》（Spin）(2005)
    - 榮获2006年雨果獎最佳長篇小說

  - 《時間軸》（Axis）(2007)
  - 《時間漩渦（英语：Vortex (Wilson novel)）》（Vortex）(2011)
- 《記憶之塵：朱利安戰記》（Julian Comstock: A Story of 22nd-Century America）(2009)
  - 入围2010年雨果奖最佳小说
- Burning Paradise (2013)
- The Affinities (2015)
- Last Year (2016)

### 研究、評論
- West, Michelle (Jun 2000). Review of 'Bios' （页面存档备份，存于）. Musing on Books. F&SF. 98 (6): 41–46. Retrieved 2016-02-18.